# Ruthie Foster
Ruthie Foster, est une chanteuse américaine de blues et folk née en 1964 à Gause au Texas.
Elle est issue d'une famille de chanteurs de gospel.
En juin 2009, Ruthie Foster a tourné avec The Blind Boys of Alabama. En décembre 2009, son album The Truth According to Ruthie Foster a été nommée pour le Grammy Award du meilleur album de blues contemporain. En mai 2010, au Blues Music Awards, elle se voit décerner le prix de meilleure artiste féminine de blues contemporain 2010.

## Discographie

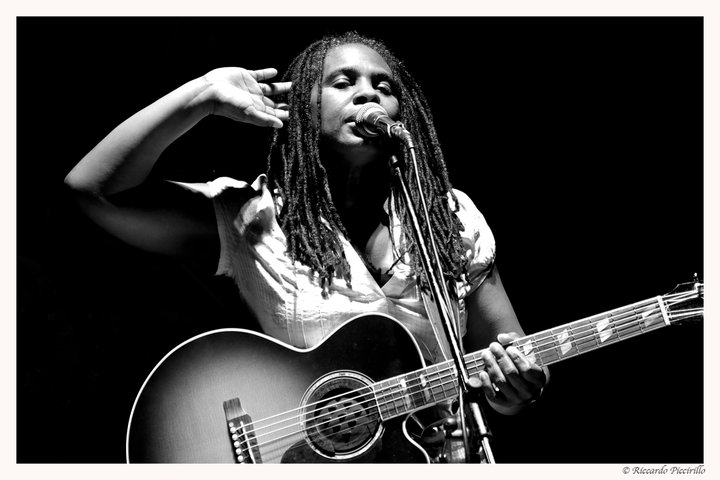
Ruthie Foster au Liri Blues festival en juillet 2010.

- Promise Of A Brand New Day, Blue Corn Music, 2014
- Jazz Fest 2010 – Live at the 2010 New Orleans Jazz & Heritage Festival (2010, Munck Music)
- The Truth According to Ruthie Foster, Blue Corn Music, 2009[2],[3]
- The Phenomenal Ruthie Foster, Blue Corn Music, 2007[4]
- Stages, Blue Corn Music, 2004[5]
- Runaway Soul, Blue Corn Music, 2002[6]
- Crossover, Full Circle Productions, 1999
- Full Circle, M.O.D. Records, 1997